# Lista de deputados estaduais do Rio de Janeiro da 11.ª legislatura
Esta é uma lista dos deputados estaduais eleitos para a legislatura 2015-2019 da Assembleia Legislativa do Estado do Rio de Janeiro.

## Composição das bancadas
| Partido | Líder                          | Bancada | Posição      |
| ------- | ------------------------------ | ------- | ------------ |
| PMDB    | Paulo Melo                     | 11 / 70 | Governo      |
| PDT     | Cidinha Campos                 | 8 / 70  | Oposição     |
| DEM     | André Corrêa                   | 6 / 70  | Governo      |
| PP      | Dionísio Lins                  | 6 / 70  | Governo      |
| PRB     | Benedito Alves                 | 4 / 70  | Oposição     |
| PR      | Nivaldo Mulim                  | 4 / 70  | Oposição     |
| PSOL    | Marcelo Freixo                 | 4 / 70  | Oposição     |
| PSDB    | Carlos Osório                  | 3 / 70  | Governo      |
| PRP     | Renato Cozzolino               | 3 / 70  | Governo      |
| PT      | Rosângela Zeidan               | 3 / 70  | Oposição     |
| PSD     | Pedro Augusto                  | 2 / 70  | Governo      |
| PSL     | Flávio Bolsonaro               | 2 / 70  | Governo      |
| PSC     | Márcio Pacheco                 | 2 / 70  | Governo      |
| PSB     | Carlos Minc                    | 2 / 70  | Oposição     |
| PTC     | Thiago Pampolha                | 1 / 70  | Governo      |
| PTB     | Marcus Vinicius Neskau         | 1 / 70  | Governo      |
| SD      | Carlos Alberto Lavrado Cupello | 1 / 70  | Governo      |
| PPS     | Comte Bittencourt              | 1 / 70  | Governo      |
| PROS    | Marco Figueiredo               | 1 / 70  | Independente |
| PCdoB   | Enfermeira Rejane              | 1 / 70  | Oposição     |
| PSDC    | João Peixoto                   | 1 / 70  | Governo      |
| PTdoB   | Marcos Abrahão                 | 1 / 70  | Independente |
| PHS     | Marcos Miller                  | 1 / 70  | Governo      |
| PRTB    | Graça Pereira                  | 1 / 70  | Governo      |

## Deputados Estaduais
Dois deputados, ainda eleitos, tiveram suas candidaturas impugnadas pelo TRE-RJ:
| Nome                              | Partido                 | Coligação/ Eleito | Votos nominais | Situação | Ref                  |
| --------------------------------- | ----------------------- | ----------------- | -------------- | --- | -------------------- |
| Marcelo Freixo                    | PSOL                    | PSOL              | 350.408        | Terminou o mandato em 1 de fevereiro de 2019, quando assumiu o cargo de deputado federal pelo RJ.                                                                                           | [ 22 ]               |
| Wagner Montes                     | PRB (eleito pelo PSD)   | PSD               | 208.814        | Faleceu em 26 de janeiro de 2019. | [ 22 ]               |
| Flávio Bolsonaro                  | PSL (eleito pelo PP)    | PP                | 160.359        | Terminou o mandato em 1 de fevereiro de 2019, quando assumiu o cargo de senador pelo RJ. | [ 22 ]               |
| Samuel Malafaia                   | DEM (eleito pelo PSD)   | PSD               | 140.148        | em exercício | [ 22 ]               |
| Paulo Melo                        | MDB                     | MDB               | 125.391        | Licenciado em 1º de janeiro de 2015 para assumir a Secretaria de Estado de Governo do Rio de Janeiro. Substituído por Marcelo Simão (MDB)                                                   | [ 22 ] [ 23 ]        |
| Nivaldo Mulim                     | PR                      | PR / PROS         | 93.192         | em exercício | [ 22 ]               |
| Fábio Silva                       | DEM (eleito pelo MDB)   | MDB               | 82.168         | em exercício | [ 22 ]               |
| André Corrêa                      | DEM (eleito pelo PSD)   | PSD               | 81.364         | Licenciado em 1º de janeiro de 2015 ao assumir a Secretaria de Estado do Ambiente do Rio de Janeiro, quando foi substituído por Milton Rangel (PSD)                                         | [ 22 ] [ 23 ]        |
| Jorge Picciani                    | MDB                     | MDB               | 76.590         | em exercício, posteriormente preso. | [ 22 ]               |
| Cidinha Campos                    | PDT                     | PDT               | 75.492         | Assumiu em 1º de janeiro de 2015 a Secretaria de Estado de Proteção e Defesa do Consumidor do Rio de Janeiro. Substituída por Tânia Rodrigues (PDT)                                         | [ 22 ] [ 23 ]        |
| Dionísio Lins                     | PP                      | PP                | 75.405         | em exercício | [ 22 ]               |
| Pedro Fernandes Neto              | PDT (eleito pelo SD)    | SD                | 75.366         | Licenciado em 1 de janeiro de 2017, ao assumir secretaria no Governo Pezão. Substituído por Gil Vianna (PSB, eleito pelo PR)                                                                | [ 24 ]               |
| Tia Ju                            | PRB                     | PRB               | 74.803         | em exercício | [ 22 ]               |
| Osorio                            | PSDB (eleito pelo PMDB) | PMDB              | 70.835         | Licenciado entre 1º de janeiro de 2015 e março de 2016 ao assumir a Secretaria de Estado de Transportes do Rio de Janeiro. Nesse período foi sucedido por Dica (MDB)                        | [ 22 ] [ 23 ]        |
| Marcelo Simão                     | PP (eleito pelo PMDB)   | MDB               | 42.764         | 1º suplente, assumiu em definitivo com a renúncia de Domingos Brazão | [ 22 ]               |
| Lucinha                           | PSDB                    | PSDB / PPS / DEM  | 65.760         | em exercício | [ 22 ]               |
| Gustavo Tutuca                    | MDB                     | MDB               | 64.248         | Licenciado ao assumir a Secretaria de Estado de Ciência e Tecnologia do Rio de Janeiro em 1º de janeiro de 2015. Substituído por Coronel Jairo (MDB)                                        | [ 22 ] [ 23 ]        |
| Rafael Picciani                   | MDB                     | MDB               | 63.073         | em exercício | [ 22 ]               |
| Carlos Macedo                     | PRB                     | PRB               | 62.088         | em exercício | [ 22 ]               |
| Edson Albertassi                  | MDB                     | MDB               | 61.549         | em exercício | [ 22 ]               |
| Bebeto                            | PDT (eleito pelo SD)    | SD                | 61.082         | em exercício | [ 22 ]               |
| Zeidan                            | PT                      | PT                | 60.810         | em exercício | [ 22 ]               |
| Dica                              | PR (eleito pelo MDB)    | MDB               | 42.328         | 2º suplente, assumiu em definitivo após as renúncias de Domingos Brazão e Bernardo Rossi | [ 22 ] [ 23 ]        |
| Daniele Guerreiro                 | MDB                     | MDB               | 55.821         | cassada (em exercício sob liminar) | [ 22 ] [ 21 ] [ 25 ] |
| Martha Rocha                      | PDT (eleita pelo PSD)   | PSD               | 52.698         | em exercício | [ 22 ]               |
| Márcio Pacheco                    | PSC                     | PSC / PTC         | 50.344         | em exercício | [ 22 ]               |
| Dr. Deodalto                      | DEM (eleito pelo PTN)   | PTB / PTN         | 48.496         | em exercício | [ 22 ]               |
| Pedro Augusto                     | PSD (eleito pelo PMDB)  | MDB               | 48.345         | em exercício | [ 22 ]               |
| André Lazaroni                    | MDB                     | MDB               | 44.473         | em exercício | [ 22 ]               |
| Benedito Alves                    | PRB (eleito pelo MDB)   | MDB               | 44.381         | em exercício | [ 22 ]               |
| Rosenverg Reis                    | MDB                     | MDB               | 43.045         | em exercício | [ 22 ]               |
| Thiago Pampolha                   | PTC                     | PSC / PTC         | 41.897         | Assumiu em janeiro de 2017 secretaria no Governo Pezão. Substituído por Aramis Brito (PHS, eleito pelo PSC)                                                                                 | [ 22 ] [ 26 ]        |
| Luiz Paulo Corrêa da Rocha        | PSDB                    | PSDB / PPS / DEM  | 39.992         | em exercício | [ 22 ]               |
| Carlos Minc                       | PSB (eleito pelo PT)    | PT                | 39.865         | em exercício | [ 22 ]               |
| Luiz Martins                      | PDT                     | PDT               | 39.309         | em exercício | [ 22 ]               |
| Marcus Vinicius Neskau            | PTB                     | PTB / PTN         | 39.192         | em exercício | [ 22 ]               |
| Filipe Soares                     | PR                      | PR / PROS         | 39.058         | em exercício | [ 22 ]               |
| Carlos Alberto Lavrado Cupello    | SD                      | SD                | 38.851         | em exercício | [ 22 ]               |
| Iranildo Campos                   | PSD                     | PSD               | 36.914         | em exercício | [ 22 ]               |
| Waldeck Carneiro da Silva         | PT                      | PT                | 36.755         | em exercício | [ 22 ]               |
| Silas Bento                       | PSL (eleito pelo PSDB)  | PSDB / PPS / DEM  | 12.250         | 2º suplente, assumiu em janeiro de 2017 após a renúncia de José Luiz Nanci e a morte de Gerson Bergher                                                                                      | [ 22 ] [ 23 ]        |
| Comte Bittencourt                 | PPS                     | PSDB / PPS / DEM  | 36.155         | Apesar de ter sido eleito vice-prefeito de Niterói, o que abriria vaga para Rogério Loureiro, acabou renunciando ao cargo executivo e permanecendo na ALERJ.                                | [ 22 ] [ 27 ]        |
| Bruno Dauaire                     | PRP (eleito pelo PR)    | PR / PROS         | 35.645         | em exercício | [ 22 ]               |
| Marcia Jeovani                    | PR                      | PR / PROS         | 34.870         | em exercício | [ 22 ]               |
| Márcio Canella                    | MDB (eleito pelo PSL)   | PSL               | 34.495         | em exercício | [ 22 ]               |
| Marco Figueiredo                  | PROS                    | PR / PROS         | 22.924         | 1º suplente, assumiu em janeiro de 2016, com a renúncia de Rogério Lisboa | [ 22 ]               |
| Enfermeira Rejane                 | PCdoB                   | PCdoB             | 33.990         | em exercício | [ 22 ]               |
| Jorge Felippe Neto                | DEM (eleito pelo PSD)   | PSD               | 32.066         | em exercício | [ 22 ]               |
| João Peixoto                      | PSDC                    | PSDC / PMN        | 31.243         | em exercício | [ 22 ]               |
| André Ceciliano                   | PT                      | PT                | 31.207         | em exercício | [ 22 ]               |
| Zaqueu Teixeira                   | PDT (eleito pelo PT)    | PT                | 30.304         | em exercício | [ 22 ]               |
| Milton Rangel                     | DEM                     | PSD               | 28.957         | | [ 22 ]               |
| Marcos Abrahão                    | PTdoB                   | PTdoB             | 28.777         | em exercício | [ 22 ]               |
| Jair Bittencourt                  | PR                      | PR / PROS         | 28.133         | Licenciado em janeiro de 2017, ao assumir secretaria no governo Pezão. Substituído por Gil Vianna                                                                                           | [ 24 ] [ 22 ]        |
| Jânio Mendes                      | PDT                     | PDT               | 28.012         | em exercício | [ 22 ]               |
| Chiquinho da Mangueira            | PSC (eleito pelo PMN)   | PSDC / PMN        | 27.182         | em exercício | [ 22 ]               |
| Renato Cozzolino                  | PRP (eleito pelo PR)    | PR / PROS         | 26.697         | em exercício | [ 22 ]               |
| Geraldo Pudim                     | MDB (eleito pelo PR)    | PR / PROS         | 25.881         | em exercício | [ 22 ]               |
| Átila Nunes Filho                 | MDB (eleito pelo PSL)   | PSL               | 25.042         | em exercício | [ 22 ]               |
| José Camilo Zito dos Santos Filho | PP                      | PP                | 24.491         | em exercício | [ 22 ]               |
| Wanderson Nogueira                | PSOL (eleito pelo PSB)  | PSB               | 20.073         | em exercício | [ 22 ]               |
| Paulo Ramos                       | PDT (eleito pelo PSOL)  | PSOL              | 18.732         | em exercício | [ 22 ]               |
| Marcelo Queiroz                   | PP                      | PP                | 17.147         | 2° suplente em exercício. | [ 22 ]               |
| Graça Pereira                     | PRTB                    | PRTB              | 16.876         | | [ 22 ]               |
| Flavio Serafini                   | PSOL                    | PSOL              | 16.117         | em exercício | [ 22 ]               |
| Eliomar Coelho                    | PSOL                    | PSOL              | 14.144         | em exercício | [ 22 ]               |
| Marcos Miller                     | PHS                     | PHS               | 12.929         | em exercício | [ 22 ]               |
| Dr. Julianelli                    | PSB (eleito pelo PSOL)  | PSOL              | 11.805         | em exercício | [ 22 ]               |
| Christino Áureo                   | PP (eleito pelo PSD)    | PSD               | 50.168         | Licenciado em 1º de janeiro de 2015, quando assumiu a Secretaria de Estado de Agricultura e Pecuária do Rio de Janeiro. Foi substituído por Nelson Gonçalves (PSD)                          | [ 22 ] [ 23 ]        |
| José Luiz Anchite                 | PP                      | PP                | 17.401         | Licenciado em 1º de janeiro de 2015, quando assumiu a Secretaria de Estado de Desenvolvimento Regional do Rio de Janeiro. Foi substituído no período por Marcelo Cid Heráclito Queiroz (PP) | [ 22 ] [ 23 ]        |

## Mortes
| Nome           | Partido | Coligação        | Votos nominais | Motivo          | Data       | Suplente                                                                        | Ref           |
| -------------- | ------- | ---------------- | -------------- | --------------- | ---------- | ------------------------------------------------------------------------------- | ------------- |
| Gérson Bergher | (PSDB)  | PSDB / PPS / DEM | 24.566         | Parada cardíaca | 30/05/2016 | Era o 1º suplente, chegando a assumir quando José Luiz Nanci ocupou secretaria. | [ 22 ] [ 28 ] |

## Renúncias
| Nome                     | Partido              | Coligação        | Votos nominais | Motivo | Data                  | Suplente                                         | Ref                                |
| ------------------------ | -------------------- | ---------------- | -------------- | --- | --------------------- | ------------------------------------------------ | ---------------------------------- |
| Domingos Brazão          | MDB                  | MDB              | 70.314         | Eleito conselheiro do TCE |                       | Marcelo Simão                                    | [ 22 ]                             |
| José Luiz Nanci          | PPS                  | PSDB / PPS / DEM | 36.356         | Esteve licenciado entre 1º de janeiro de 2015 e março de 2016, quando assumiu a Secretaria de Estado de Envelhecimento Saudável e Qualidade de Vida do Rio de Janeiro. foi substituído por Gérson Bergher (PSDB) nesse período. Renunciou ao ser eleito prefeito de São Gonçalo | 1º de janeiro de 2017 | Silas Bento (PSDB) - 2º suplente                 | [ 29 ] [ 22 ] [ 23 ]               |
| Bernardo Rossi           | PMDB                 | PMDB             | 56.806         | Esteve licenciado ao assumir a Secretaria de Estado de Habitação do Rio de Janeiro entre 1º de janeiro de 2015 e março de 2016, quando foi substituído por Ana Paula Rechuan (PMDB). Renunciou ao ser eleito prefeito de Petrópolis                                             | 1º de janeiro de 2017 | Dica                                             | [ 22 ] [ 30 ] [ 29 ] [ 22 ] [ 23 ] |
| Rogério Lisboa           | PR                   | PR / PROS        | 34.030         | Eleito prefeito de Nova Iguaçu | 1º de janeiro de 2017 | Marco Figueiredo                                 | [ 22 ] [ 29 ]                      |
| Dr. Sadinoel             | PMB (eleito pelo PT) | PT               | 30.504         | Eleito prefeito de Itaboraí | 1º de janeiro de 2017 | Gilberto Palmares (PT) - 1º suplente             | [ 29 ]                             |
| Farid Abrão David        | PTB                  | PTB / PTN        | 38.342         | Eleito prefeito de Nilópolis | 1º de janeiro de 2017 | Geraldo Moreira (PTN) - 1º suplente              | [ 29 ]                             |
| Carlos Augusto Balthazar |                      |                  |                | Eleito prefeito de Rio das Ostras | 1º de janeiro de 2017 | Átila Nunes (PMDB) - 1º suplente eleito pelo PSL | [ 29 ]                             |
| Waguinho                 | MDB                  | MDB              | 53.835         | Eleito prefeito de Belford Roxo | 1º de janeiro de 2017 | Coronel Jairo                                    | [ 22 ]                             |

## Cassações
Daniele Guerreiro, do PSC, teve seu mandato cassados pelo TRE, após a eleição, mas conseguiu efeito suspensivo para assumir o mandato.